# Михайло Драгоманов
Михайло Петрович Драгоманов (на украински: Михайло Петрович Драгоманов) е украински историк, фолклорист, философ, езиковед, писател и политик. Преподавател в Киевския, Женевския и Софийския университет.

## Биография
Роден е на 18 септември 1841 година в Хадяч (Гадяч), Руска империя, в семейството на небогат помешчик. Негова сестра е Олена Пчилка, а Леся Украинка му е племенница.
Учи в районното училище в родния си град Гадяч. Завършва Полтавската гимназия през 1859 г.,  следва история в Киевския университет „Св. Владимир“ (1859 – 1863). След дипломирането си работи като учител в Киевската гимназия, от 1870 г. е щатен доцент в Киевския университет, а след това професор по всеобща история в същия университет.
Като преподавател в Киевския университет (1865 – 1875) същевременно активно участва в обществените събития. Позицията му срещу руското самодържавие и защитата на украинската национална кауза водят до отстраняването му от университета. Принуден е да напусне със семейството си родината и след кратък престой във Виена отива в Швейцария, където започва работа в Женевския университет, като същевременно продължава и борбата си за украинската национална кауза.
Интересът на Михаил Драгоманов към националноосвободителните борби на балканските народи и позицията му към революционните акции, Руско-турската война от 1877 – 1878 г. и последвалото разпокъсване на българските земи от Берлинския конгрес му спечелват симпатии сред българските либерални политически кръгове. Във вестник „Свобода“ се посочва, че името на Драгоманов „е познато в България на мнозина по своята писателска деятелност“. В Женева той контактува с много полски, украински, румънски и български студенти; дъщеря му Лидия пише, че „ходи лично на гарата да изпраща млади български студенти на Сръбско-българската война... С това той искаше да покаже симпатиите си към малкия народ... Преди потеглянето на влака Драгоманов дори произнесе кратко слово“. В Университета през февруари 1886 г. се запознава с Иван Шишманов, който става негов зет.
През 1889 г. приема покана от България за преподавателско място в Софийския университет (тогава Висшето училище). Назначен е за редовен професор по всеобща история и остава в университета до смъртта си през 1895 г. Води курсове по история на източните народи, история на Гърция, история на северозападните народи.
В България дейността му е насочена в областта на сравнителното литературознание и фолклора. Създава първите български украинисти, сред които с най-голям авторитет е Иван Шишманов. Благодарение на Драгоманов стават известни Сковорода, Костомаров, Воробкевич, Нечуй-Левицкий, Старицкий, Иван Франко, Олена Пчилка, Леся Украинка и други.
Драгоманов е сред основателите на българското периодично научно издание „Сборник за народни умотворения, наука и книжнина“ (СбНУНК) c Иван Шишманов. Там публикува много от основните си студии и статии.
Умира внезапно на 20 юни (2 юли) 1895 г. в София. Паметникът с барелеф над гроба му е изработен от проф. Михайло Парашчук.
Богатата библиотека на Драгоманов е предадена в Софийското висше училище (по-късно Софийски университет) и става основа за създаването на Университетската библиотека.
Внук на Михаил Драгоманов от дъщеря му Лидия Шишманова е българският писател и дипломат Димитър Шишманов, който след Деветосептемврийския преврат е осъден на смърт от т. нар. Народен съд и екзекутиран.

## Научни приноси
В България Драгоманов пише най-значителните си студии върху славянския фолклор, използвайки основно български материали. Това са:
- „Славянските сказания пожертвувание собствено дете“ (1889)
- „Славянските сказания за рождението на Константина Великий” (1890)
- „Славянските варианти на една евангелска легенда“ (1891)
- „Славянските преправки на Едиповата история” (1891)
- „Забележки върху славянските религиозни и етически легенди“ (1892, 1894)

Има принос в анализа и публикуването на апокрифни произведения в български ръкописи.
Монографии:
- Вопросъ объ историческомъ значенiи Римской имперiи и Тацитъ. 1869.
- Отголоски рыцарской поэзiи въ русскихъ нар. пeсняхъ. Kieвъ, 1874.
- Историческия песни малорусскаго народа (съвместно с Вл. Антонович). В 2 тома, Киев, 1874.
- La littérature oukrainnienne. Paris, 1878.
- Вольний Союзъ - Вiльна Спiлка. Женева, 1884.
- Полiтiчнi пicнi украïiнского народу XVIII-XIX ст. B 2 тома, Женева, 1883-1885.
- Политическiя сочиненiя. Москва, 1908.

## Признание
Избран е от Лондонския конгрес на фолклористите за член на Международния съвет на Фолклорното дружество.
През 1894 г. в Лвов е организирано честване за 30-годишната му обществено-политическата и литературно-научната дейност, инициатор е Иван Франко. Почитта си изразяват Алфред Рембо, Луи Леже, Гастон Пари, Иржи Поливка и други учени.
Националният педагогически университет в Киев носи неговото име, както и улица в централния район на града.

## Памет
В София е поставена паметна плоча на фасадата на дома, в който е живял на ул. „Денкоглу“ 40. През 2024 г. тя е възстановена.
В Софийския университет, във фоайето на Журналистическия факултет (най-старата сграда на университета) през 2022 г. е поставена паметна плоча.